# سد الطبقة(سد الفرات)
سد الفرات أو سد الطبقة يقع في محافظة الرقة على نهر الفرات في سوريا، إنجاز هندسي وتاريخ من التحديات وهو من المشاريع الهندسية العملاقة في سوريا، وقد لعب دورًا محوريًا في التنمية الاقتصادية والزراعية وتوليد الطاقة. كما انه أحد أضخم المشاريع الهندسية في سوريا

## مواصفات السد
حيث يبلغ طوله السد أربعة ونصف كم وارتفاعه أكثر من 60 مترا وتشكلت خلف السد العظيم بحيرة كبيرة هي بحيرة الأسدوهي بحيرة صناعية ضخمة ويبلغ طولها 80 كم ومتوسط عرضها 8 كم، ويقع سد الفرات بالقرب من مدينة الثورة النموذجية ويبعد عن مدينة الرقة بحدود 50 كيلومتر.

## التاريخ للتخطيط والتمويل
اقترح مشروع إقامة سد على نهر الفرات بالقرب من الحدود السورية التركية لأول مرة في عام 1927 عندما كانت سوريا تحت الانتداب الفرنسي، غير أنّ المشروع لم ينفذ في ذلك الوقت، وحتى بعدما نالت سوريا استقلالها في عام 1946، وأعيد النظر في جدوى هذا المقترح. وفي عام 1957، توصلت الحكومة السورية إلى اتفاق مع حكومة الاتحاد السوفييتي للحصول على مساعدات فنية ومالية لبناء سد على نهر الفرات. وبعدما أصبحت سوريا جزءًا من الجمهورية العربية المتحدة، وقعت اتفاقية مع ألمانيا الغربية في عام 1960 للحصول على قرض لتمويل بناء السد، وبالغعل أنشئت في عام 1961 إدارة حكومية خاصة للإشراف على بناء السد، لكن سُرعان ما انفصلت سوريا عن الجمهورية العربية المتحدة في عام 1961، ثُم تمكنت من التوصل إلى اتفاقية جديدة لتمويل السد مع الاتحاد السوفيتي في عام 1965. كان لعالم الجيومورفولوجيا السويدي آكي سوندبورج دورًا استشاريًّا في مشروع إنشاء سد الطبقة في أوائل ستينيات القرن العشرين يتضمن تقدير كمية ومصير الرواسب التي قد تدخل في السد، لذا طور سوندبورج نموذجًا رياضيًا لحساب النمو المتوقع لدلتا النهر في السد. كان مشروع سد الطبقة يهدف بالأساس إلى توفير المياه لري مساحة قدرها 640 ألف هكتار (2500 ميل مربع) من الأراضي الزراعيّة الواقعة على جانبي نهر الفرات كجزء من سياسات الإصلاح الزراعي الذي انتهجها حافظ الأسد، بالإضافة إلى توليد الطاقة الكهرومائيّة، لذلك تضمن المشروع إنشاء محطة للطاقة الكهرومائية مزودة بثمانية توربينات قادرة على إنتاج 880 ميجاوات إجمالاً، والتي اكتمل تشييدها في 8 مارس (آذار) 1978. وفي عام 1974 انخفض معدل تدفق نهر الفرات لملأ البحيرة الواقعة خلف سد الطبقة كجزء من مشروع السد، وهو ما تسبب في نشوب بين سوريا والعراق الواقعة عند مصب نهر الفرات، والتي هددها انحسار النهر عنها بنقص الموارد المائية والجفاف، ثُم تم انهاء النزاع بعدما تدخلت حكومتا المملكة العربية السعودية والاتحاد السوفيتي.

### بناء السد
بدأت أعمال تشييد سد الطبقة على نهر الفرات في عام 1968 م بمساعدة الاتحاد السوفييتي واستمرت لنحو خمس سنوات تقريبا بجهود وتقنيات عالية حتى اكتمل التشييد في عام 1973، ولم يكتمل مشروع السد سوى في عام 1974 بعدما تم تحويل مجرى نهر الفرات. أنجز مشروع سد الطبقة على عدة مراحل، بدءًا من إنشاء الأبنية الضخمة وجسم السد والمنشآت ومحطات التحويل والمحطة الكهرومائية لتوليد الطاقة الكهربائية، ثُمّ تحويل مجرى النهر وتركيب الأقسام الثابتة من المولدات الكهربائية ومجموعات التوليد الكهرومائية. بلغت التكلفة الإجمالية لسد الطبقة قرابة 340 مليون دولار أمريكي، تم الحصول على 100 مليون دولار أمريكي منها على شكل قرض من الاتحاد السوفيتي. عمل ما يقرب من 12 ألف سوري و900 فني روسي في تشييد السد، وكانوا يقيمون في المدينة الواقعة بالقرب من موقع البناء، والتي أعيدت تسميتها فيما بعد باسم مدينة الثورة. ولتسهيل المشروع، تم تمديد السكك الحديدية الوطنية من مدينة حلب مرورًا بموقع السد، في مدينة الرقة، ومدينة دير الزور، ووصولًا إلى القامشلي. بعد الانتهاء من تشييد السد، أعاد الرئيس السوري الراحل حافظ الأسد توطين حوالي 4000 عائلة عربية كانت تعيش في الجزء الذي غمرته الفيضانات من وادي الفرات وفي أجزاء أخرى من شمال سوريا، كجزء من مخطط إعادة توزيع السكان وإقامة حزام عربي في المناطق الواقعة على طول الحدود السورية مع تركيا والعراق لفصل الأكراد في سوريا عن الأجزاء التركية والعراقية من منطقة كردستان.

### بحيرة السد
بدأت الحكومة السورية في عام 1974 في ملء البحيرة الواقعة خلف سد الطبقة عن طريق تقليل تدفق نهر الفرات. كانت الحكومة التركية أيضًا قد بدأت قبل ذلك بوقت قصير في ملء خزان سد كيبان المشيد حديثًا، مما جعل المنطقة تعاني من الجفاف، وانخفضت حصة العراق السنوية من المياه الآتية من نهر الفرات من 15.3 كيلومتر مكعب (3.7 ميل مكعب) في عام 1973 إلى 9.4 كيلومتر مكعب (2.3 ميل مكعب) في عام 1975. ونتيجة لذلك الجفاف، تصاعدت التوترات بين حكومة العراق والحكومة السورية التي زعمت أنّها تلقت بدورها حصة أقل من المياه بسبب سد تركيا، طالبت الحكومة العراقية جامعة الدول العربية بالتدخل لإنهاء الأزمة، وهددت بقصف السد، وفي النهاية استطاع الطرفان التوصل لحل لإنهاء الأزمة بأن تعهدت سوريا بالسماح لنحو 60 بالمائة من مياه الفرات التي جاءت عبر الحدود السورية التركية بالعبور للعراق. وفي عام 1987، وقعت تركيا وسوريا والعراق اتفاقية تلتزم تركيا بموجبها بالحفاظ على متوسط تدفق مياه نهر الفرات بمقدار 500 متر مكعب (18000 قدم مكعب) في الثانية إلى سوريا، وهو ما يعني وصول 16 كيلومترًا مكعبًا (3.8 ميل مكعب) من المياه يوميًا.

### سدود أخرى
بعد الانتهاء من تشييد سد الطبقة، قامت سوريا ببناء سدين آخرين على نهر الفرات يرتبط كلاهما وظيفيًا بسد الطبقة، وهما سد البعث، الذي يقع على بعد 18 كيلومترًا (11 ميلًا) من سد الطبقة، والذي أقيم في عام 1986، ويعمل على التحكم في مياه الفيضانات لإدارة الإنتاج غير المنتظم لسد الطبقة إلى جانب عمله كمحطة للطاقة الكهرومائية، وسد تشرين، الذي يعمل في المقام الأول كمحطة للطاقة الكهرومائية، ويقع على بعد 80 كيلومترًا (50 ميلًا) جنوب الحدود السورية التركية، وبدأ ملء الخزان الخاص به في عام 1999. كان الدافع وراء بناء هذه السدود جزئيًا هو الأداء المخيب للآمال لسد الطبقة. سد. وفي عام 2009، تم التخطيط لإقامة سد رابع بين الرقة ودير الزور، وهو سد الحلبية، وكان من المفترض أن يقوم علماء الآثار بالتنقيب في المواقع التي يتوقع أن يغمرها الخزان الجديد بالماء.

### في الحرب الأهلية السورية
سيطرت القوات التابعة للمعارضة السورية على سد الطبقة في 11 فبراير (شباط) 2013 خلال اشتباكاتها مع الجيش السوري والقوات الموالية لنظام بشار الأسد، حسبما أفادت لتقارير المرصد السوري لحقوق الإنسان، وتم تشغيل أربعة من توربينات السد الثمانية واستمر الموظفون الأصليون في إدارتها، وظل عمال السدود يتلقون رواتبهم من الحكومة السورية، إلى أن توقف القتال في المنطقة مؤقتًا. وفي عام 2014، سيطر تنظيم الدولة الإسلامية في العراق والشام (داعش) على سد الطبقة، وبدأت جهود قوات سوريا الديمقراطية لاستعادة أجزاء من محافظتي الرقة ودير الزور، بما في ذلك المنطقة المحيطة بالسد مباشرة في نوفمبر (تشرين الثاني) 2016. وتشير التقديرات إلى أن ضعف إنتاجية سد الطبقة بسبب الاشتباكات الدائرة في المحيطة به قد أثرت على ما يصل إلى 40 ألف شخص. وفي يناير (كانون الثاني) 2017، ارتفع منسوب نهر الفرات 10 أمتار بسبب هطول الأمطار الغزيرة وسوء إدارة السد، مما أدى إلى تعطيل وسائل النقل وإغراق الأراضي الزراعية في اتجاه مجرى النهر. كما أثرت الغارات التي شنتها قوات سوريا الديمقراطية والقوات الخاصة الأمريكية بالقرب من مواقع تنظيم داعش على مدخل السد.
وفي مارس (أذار) 2017، حذر تنظيم داعش من الانهيار الوشيك لسد الطبقة بعد أن قصفت قاذفة أمريكية من طراز بي-52 الأبراج الملحقة بالسد خلال عملية مشتركة نفذتها الولايات المتحدة الأمريكية وقوات سوريا الديمقراطية للسيطرة عليها في 26 مارس (آذار) 2017. وتسبب القصف في تعطل المعدات الحيوية وتوقف السد عن العمل. وقد مكّن وقف إطلاق النار الطارئ بين تنظيم الدولة الإسلامية والقوات الأمريكية والحكومة السورية المهندسين من إجراء إصلاحات طارئة للسد لمنعه من الانهيار، على حين قامت السلطات التركية بالتنسيق لإغلاق أبواب السدود من أجل منع السد من الانهيار. قتلت غارة أمريكية بطائرة بدون طيار ثلاثة من عمال سد الطوارئ المدنيين بعد ذلك بوقت قصير. وفي 29 مارس (آذار) 2017، فتح عمال الطوارئ بوابة الفيضان في السد، مما تسبب في حدوث فيضانات في اتجاه مجرى النهر أدت إلى نزوح ما يقرب من 3000 شخص. ثُم فتحت بوابة أخرى في 5 أبريل (نيسان) 2017، مما خفف من خطر الانهيار. ولو كان السد قد فشل، لكانت الفيضانات الكبرى قد امتدت إلى ما بعد دير الزور، على بعد أكثر من 100 ميل في اتجاه مجرى النهر. أعلنت قوات سوريا الديمقراطية بعد ذلك سيطرتها على السد في 10 مايو (آيار) 2017.

## خصائص السد وفوائده

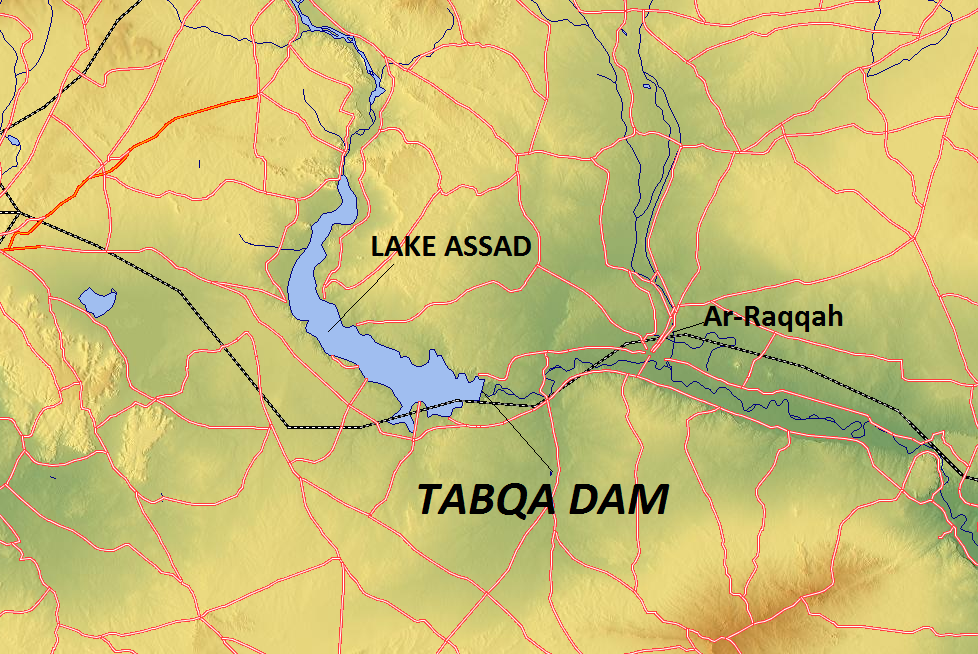
خريطة المنطقة المحيطة ببحيرة الأسد

يقع سد الطبقة على مسافة تقل عن 5 كيلومترات (3.1 ميل) عن النتوءات الصخرية الموجودة على جانبي وادي الفرات، وهو عبارة عن سد يبلغ طوله 4.5 كيلومتر (2.8 ميل) ويبلغ ارتفاعه 60 مترًا (200 قدمًا) من قاع النهر (307 مترًا (1007 قدمًا) فوق مستوى سطح البحر)، ويبلغ عرضه 512 مترًا (1680 قدمًا) عند القاعدة و19 مترًا (62 قدمًا) في الجزء العلوى منه. وتقع محطة الطاقة الكهرومائية في الطرف الجنوبي من السد وتحتوي على ثمانية توربينات كابلان. تبلغ سرعة دوران التوربينات 125 دورة في الدقيقة، وتبلغ قدرة توليد كل منها 103 ميجاوات. أما بحيرة الأسد الواقعة خلف سد الطبقة فيبلغ طولها 80 كيلومترًا (50 ميلًا) وعرضها في المتوسط 8 كيلومترات (5.0 ميل). وتبلغ السعة القصوى لخزان السد 11.7 كيلومترًا مكعبًا (2.8 ميلًا مكعبًا) من الماء، حيث تبلغ مساحة سطحه 610 كيلومترًا مربعًا (240 ميلًا مربعًا). يبلغ معدل التبخر السنوي 1.3 كيلومتر مكعب (0.31 ميل مكعب) بسبب ارتفاع متوسط درجة الحرارة في الصيف في شمال سوريا، وهو معدل مرتفع مقارنة بخزانات منبع بحيرة الأسد. على سبيل المثال، يبلغ التبخر في بحيرة سد كيبان 0.48 كيلومتر مكعب (0.12 ميل مكعب) سنويًا عند نفس مساحة السطح تقريبًا.
يستفاد من سد الفرات في مشاريع زراعية كبيرة في المنطقة وبتوليد الكهرباء عبر محطات التوليد الكهرومائية، وكذلك الاستفادة من طول البحيرة لأكثر من ثمانين كيلو متر وإحياء للمناطق المحيطة بالبحيرة، وتخزن بحيرة الأسد ما يزيد على 11,6 مليار متر مكعب من المياه. يعتبر سد الفرات واحداً من أكبر السدود في سوريا والوطن العربي، وقد حقق إنجاز هذا السد الضخم الكثير من الأهداف منها:
- 1- الاستفادة من المياه في المشاريع الزراعية .
- 2- توليد الطاقة الكهربائية.
- 3- حماية المناطق الزراعية والقرى الواقعة على جانبي نهر الفرات في المنطقة من الفيضانات.
- 4- إحداث واستصلاح مناطق زراعية جديدة وتوسيع المنطقة الزراعية في محيط السد.
- 5- البحيرة الكبيرة التي تكونت من مركز السد بطول يصل لأكثر من 80 كم والتي يستفاد منها إضافة لتخزين كمية كبيرة من المياه، الاستفادة منها من الناحية السياحية.

لا يعمل سد الطبقة ولا بحيرة الأسد حتى الآن بكامل إمكاناتهما، على الرغم من أن البحيرة يمكن أن تستوعب قرابة 11.7 كيلومترًا مكعبًا (2.8 ميلًا مكعبًا) من الماء، إلا أن السعة الفعلية لها تبلغ 9.6 كيلومترًا مكعبًا (2.3 ميلًا مكعبًا)، بمساحة سطحية تبلغ 447 كيلومترًا مربعًا (173 ميلًا مربعًا). ويعاني نظام الري المقترح من عدد من المشاكل، منها ارتفاع نسبة الجبس في التربة المستصلحة حول بحيرة الأسد، وتملح التربة، وانهيار القنوات التي توزع المياه من بحيرة الأسد، وعدم رغبة المزارعين في الاستقرار في المناطق المستصلحة. ونتيجة لذلك، استخدمت بحيرة الأسد لري 60.000 هكتار فقط (230 ميل مربع) من الأراضي الزراعية في عام 1984. وفي عام 2000، ارتفعت المساحة المروية إلى 124.000 هكتار (480 ميل مربع)، وهو ما يمثل 19 بالمائة من المساحة المتوقعة البالغة 640.000 هكتار (2500 ميل مربع). ونظرًا لانخفاض تدفق المياه من تركيا عن المتوقع، فضلًا عن نقص عمليات الصيانة للسد، فإن سد الطبقة يولد فقط 150 ميجاوات بدلاً من 800 ميجاوات. تعد بحيرة الأسد أهم مصدر لمياه الشرب في مدينة حلب، حيث تزود المدينة عبر خط أنابيب بنحو 0.08 كيلومتر مكعب (0.019 ميل مكعب) من مياه الشرب سنويًا. كما تسمح البحيرة أيضًا بممارسة أنشطة صيد الأسماك.

## التأثيرات البيئية
أشارت عدة أبحاث إلى ارتفاع درجة ملوحة مياه نهر الفرات في العراق بشكل كبير منذ بناء سد كيبان في تركيا وسد الطبقة في سوريا بشكل متزامن تقريبًا. ويمكن أن يكون هذا الارتفاع في درجة الملوحة مرتبطًا بعدة عوامل، من بينها انخفاض معدلات تصريف نهر الفرات نتيجة إنشاء سد كيبان وسدود مشروع جنوب شرق الأناضول في تركيا، وبدرجة أقل سد الطبقة في سوريا. تعتبر المياه عالية الملوحة أقل فائدة للأغراض المنزلية وأغراض الري.
وعلى الشاطئ الجنوبي الشرقي من بحيرة السد، أعيد تشجير بعض المناطق بأشجار دائمة الخضرة مثل الصنوبر الحلبي وحور الفرات. تعد بحيرة الأسد موقعًا مهمًا لقضاء فصل الشتاء بالنسبة للطيور المهاجرة، وقد اتخذت الحكومة تدابير لحماية المناطق الصغيرة على طول شواطئ بحيرة الأسد من الصيادين عن طريق تخفيض مستوى طرق الوصول، وتخصيص منطقة جزيرة الثورة كمحمية طبيعية.

## المكتشفات الأثرية
أصبح الجزء الشمالي من وادي الفرات في سوريا مأهولًا بالسكان بشكل مكثف على الأقل منذ العصر النطوفي المتأخر (10800-9500 قبل الميلاد). وقد لاحظ الرحالة الأوروبيون في أواخر القرن التاسع عشر وأوائل القرن العشرين بالفعل وجود العديد من المواقع الأثرية في تلك المنطقة. وعند بدء التخطيط لمشروع سد الطبقة، كان من المتوقع أن تغمر مياه الفيضانات هذه المنطقة بعد إقامة السد، لذا سعت العديد من الجهات إلى التنقيب عن الآثار الموجودة في المنطقة قبل بدء أعمال البناء بهدف الحفاظ على أكبر عدد ممكن من هذه الآثار أو على الأقل توثيقها، وبدأ برنامج إنقاذ أثري واسع النطاق تم خلاله التنقيب في أكثر من 25 موقعًا بالمنطقة. وفي الفترة ما بين عامي 1963 و1965، حددت المواقع الأثرية بمساعدة الصور الجوية، كما أجري مسح جيولوجي لتحديد العصور التي كانت الأرض خلالها مأهولة بالسكان في كل موقع. وقد أجرت البعثات الأثرية الأجنبية خلال الفترة ما بين عامي 1965 و1970، عمليات تنقيب منهجية في مواقع تل المريبط (بعثة من الولايات المتحدة الأمريكية)، وتل قناص أو حبوبة الكبيرة (بعثة من بلجيكا)، وممبقة (بعثة من ألمانيا)، سيلينكاهي (بعثة من هولندا)، وعمار (بعثة من فرنسا). وبمساعدة منظمة اليونسكو، تم قياس مآذنتين في منطقة تل المريبط ومسكنة تصويريًا، وتم بناء ممر جليدى وقائي حول قلعة جعبر. وكانت القلعة تقع على قمة تلة لن تغمرها المياه، غير ان البحيرة ستحولها إلى جزيرة. ترتبط القلعة الآن بالشاطئ عن طريق جسر.

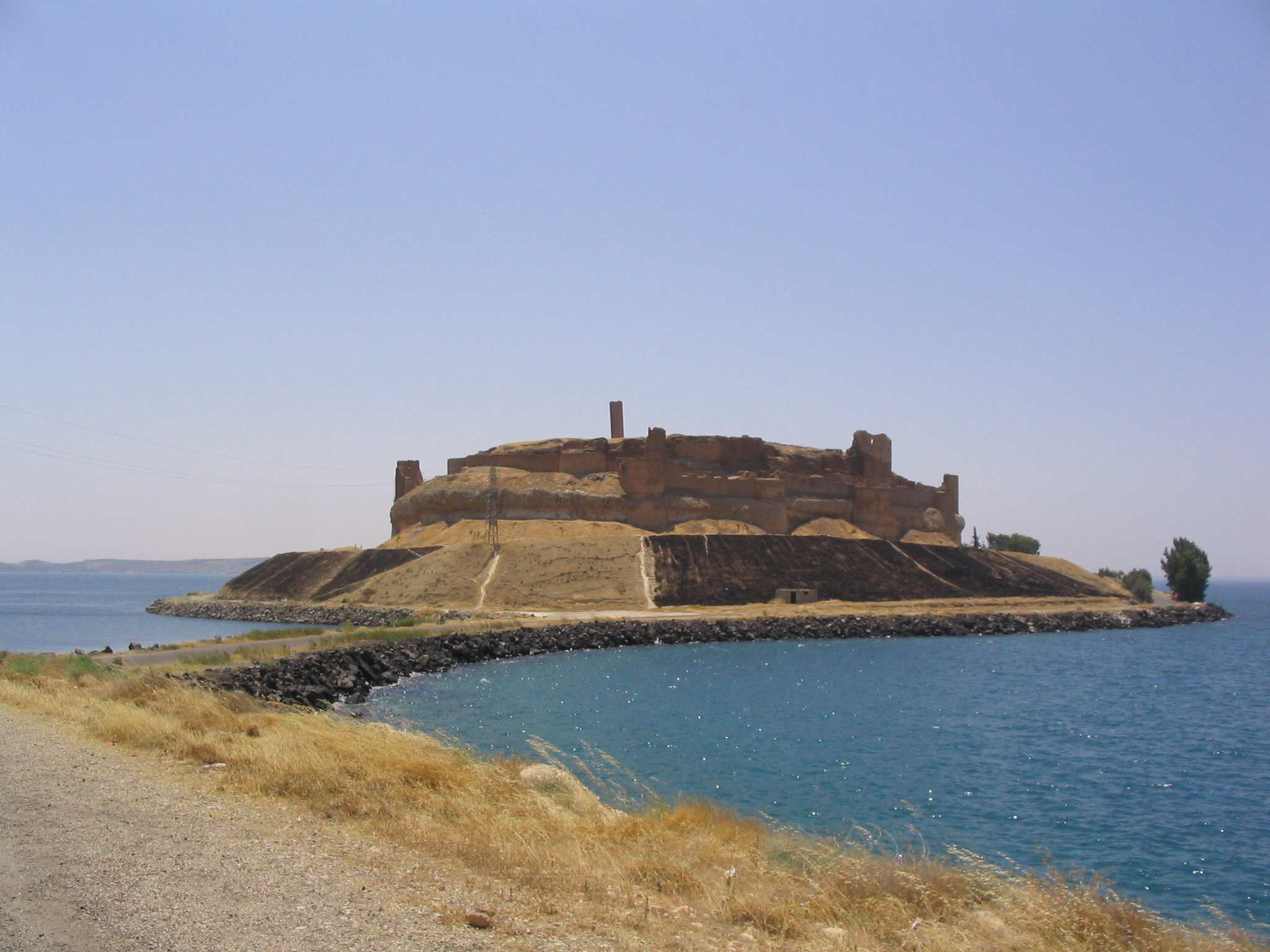
قلعة جعبر المحاطة ببحيرة الأسد

ناشدت سوريا المجتمع الدولي في عام 1971، بدعم من منظمة اليونسكو، المشاركة في الجهود المبذولة لإنقاذ أكبر عدد ممكن من البقايا الأثرية قبل اختفاء المنطقة تحت مياه بحيرة الأسد. ولتحفيز المشاركة الأجنبية، تم تعديل قانون الآثار السوري بحيث أصبح للبعثات الأجنبية الحق في المطالبة بجزء من القطع الأثرية التي تم العثور عليها أثناء التنقيب. ونتيجة لذلك، أجرت العديد من البعثات السورية والأجنبية عمليات تنقيب في منطقة بحيرة الأسد في الفترة ما بين عامي 1971 و1977 في مواقع تل العبد وعنب السفينة وتل الشيخ حسن وقلعة جعبر ودبسي فرج وتل الفري. كما عملت بعثات من الولايات المتحدة الأمريكية في مواقع تل الحديدي (آزو)، ودبسي فرج وتل فراي، وشمس الدين التنيرة؛ ومن فرنسا في مواقع تل المريبط وعمار، ومن إيطاليا في مواقع تل فراي، ومن هولندا في مواقع تل طاس وجبل عرودة وسلنكاحية، ومن سويسرا في مواقع تل الحاج، ومن بريطانيا العظمى في أبو هريرة وتل السويحات، ومن اليابان في تل الرميلة. كما نُقلت مآذن تل المريبط ومسكنة إلى مواقع أعلى، وتم تعزيز وترميم قلعة جعبر. وقد عرضت العديد من المكتشفات التي عثر عليها في تلك المواقع في متحف حلب الوطني، حيث تم تخصيص معرض دائم خاص للمكتشفات التي عثر عليها في منطقة بحيرة الأسد.